# Dañador
Le Dañador  est une rivière espagnole, affluent du Guadalimar.